# NOCTURNE〜Op.24
NOCTURNE〜Op.24（ノクターン・オーピー・トゥエンティフォー）は、2010年4月1日から2010年9月23日までJ-WAVEで放送されていたラジオ番組。

## 概要
時代を超えた名曲と、時代に名を残すアーティストの名言で綴る極上のリラックスタイム。

## 放送時間
- 月曜-木曜 24:00-24:30

## ナビゲーター
- 南美布